# Sanggra Agung
Sanggra Agung is een bestuurslaag in het regentschap Bangkalan van de provincie Oost-Java, Indonesië. Sanggra Agung telt 5517 inwoners (volkstelling 2010).